# 포크여우원숭이
포크여우원숭이는 포크여우원숭이속(Phaner)에 속하는 4종의 여우원숭이의 총칭이다. 여타의 모든 여우원숭이처럼, 이 속에 속하는 모든 종들은 마다가스카르가 그 토착지역이다. 눈부터 코까지 그어진 두 줄의 검은 줄 무늬가 포크를 연상시키기 때문에 포크여우원숭이라는 이름으로 불린다.

## 특징
포크여우원숭이의 키는 23에서 28 cm, 꼬리는 29에서 37cm이며, 몸무게는 0.3에서 0.5kg정도이다. 털 색은 연갈색이고, 배 쪽은 더 밝은 크림색의 희거나 엷은 갈색이다. 이 여우원숭이는 특히 나무 수액을 먹는 데, 나무 줄기를 잘 잡기 위해 손과 발은 상대적으로 발달하였다. 이들은 수지를 추출하기 위해 나무 껍질을 뚫는 데 유용한 긴, 앞쪽 어금니를 가지고 있다. 그리고 그 수지를 꺼내는 데 도움을 주는 긴 혀를 가지고 있다.

## 분포 및 서식지
포크여우원숭이는 마다가스카르의 서부와 북구, 동부에서 발견되지만 분포는 불연속적이다. 서식지는 섬 서쪽 해안의 건조한 낙엽수림부터 동쪽의 열대우림까지 다양하다. 또한 2차림에서 흔히 발견되지만 연속적인 삼림이 없는 지역에서는 발견되지 않는다. 섬의 서쪽에서 가장 흔하다. 포크여우원숭이는 섬의 건조한 남쪽 부분에 있는 남쪽 가시 숲에서는 발견되지 않으며 최근에야 안도하헬라 국립공원의 남동쪽 열대우림에서 보고되었지만 이는 확인되지 않았다. E. E. 루이스 주니어가 이끄는 팀은 설명되지 않은 변종이 섬의 다른 곳에도 존재할 수 있다고 제안했다.

## 하위 종
- 마조알라포크여우원숭이 (P. furcifer)
- 흰포크여우원숭이 (P. pallescens)
- 파리엥트포크여우원숭이 (P. parienti)
- 암브레산포크여우원숭이 (P. electromontis)

## 계통 분류
다음은 난쟁이여우원숭이과의 계통 분류이다.

|  | 긴털귀난쟁이여우원숭이속                                                |
|  |                                                                         |
|  | \| \| 작은쥐여우원숭이속 \| \| \| \| \| \| 큰쥐여우원숭이속 \| \| \| \| |
|  |                                                                         |
|  | 작은쥐여우원숭이속                                                      |
|  |                                                                         |
|  | 큰쥐여우원숭이속                                                        |
|  |                                                                         |

|  | 작은쥐여우원숭이속 |
|  |                    |
|  | 큰쥐여우원숭이속   |
|  |                    |

|  | 긴털귀난쟁이여우원숭이속                                                |
|  |                                                                         |
|  | \| \| 작은쥐여우원숭이속 \| \| \| \| \| \| 큰쥐여우원숭이속 \| \| \| \| |
|  |                                                                         |
|  | 작은쥐여우원숭이속                                                      |
|  |                                                                         |
|  | 큰쥐여우원숭이속                                                        |
|  |                                                                         |

|  | 작은쥐여우원숭이속 |
|  |                    |
|  | 큰쥐여우원숭이속   |
|  |                    |

|  | 긴털귀난쟁이여우원숭이속                                                |
|  |                                                                         |
|  | \| \| 작은쥐여우원숭이속 \| \| \| \| \| \| 큰쥐여우원숭이속 \| \| \| \| |
|  |                                                                         |
|  | 작은쥐여우원숭이속                                                      |
|  |                                                                         |
|  | 큰쥐여우원숭이속                                                        |
|  |                                                                         |

|  | 작은쥐여우원숭이속 |
|  |                    |
|  | 큰쥐여우원숭이속   |
|  |                    |

|  | 긴털귀난쟁이여우원숭이속                                                |
|  |                                                                         |
|  | \| \| 작은쥐여우원숭이속 \| \| \| \| \| \| 큰쥐여우원숭이속 \| \| \| \| |
|  |                                                                         |
|  | 작은쥐여우원숭이속                                                      |
|  |                                                                         |
|  | 큰쥐여우원숭이속                                                        |
|  |                                                                         |

|  | 작은쥐여우원숭이속 |
|  |                    |
|  | 큰쥐여우원숭이속   |
|  |                    |